# プーと大人になった僕
『プーと大人になった僕』（プーとおとなになったぼく、Christopher Robin ）は、2018年のアメリカ合衆国のファンタジー映画。監督はマーク・フォースター、主演はユアン・マクレガーが務めた。本作はA・A・ミルンが1926年に発表した児童小説『クマのプーさん』とウォルト・ディズニー・カンパニーの『くまのプーさん』を原作としている。

## ストーリー
イギリスの田舎に住む少年・クリストファー・ロビンは、100エーカーの森でくまのプーさんとその仲間たちと楽しい日々を過ごしていたが、ロンドンの私立寄宿学校に入学することになり、お別れパーティーでプーと森の仲間たちに「君たちのことは絶対に忘れない」と約束した。しかし、親元を離れた学校での厳しい躾や教育、父親の死、第2次世界大戦の出兵などを経て、その約束は忘れ去られ、いつの間にかクリストファーは普通の大人になっていった。
首都ロンドンで、旅行カバン会社のウィンズロウ社で働くクリストファーは、多忙のゆえ愛する妻・イヴリンと娘・マデリーンとの間に溝を作るようになってしまった。ある日、家族と週末にクリストファーの故郷の田舎に旅行する計画を立てたが、会社グループの2代目支社長・ジャイルズから、業績不振の打開策の提案を急遽押し付けられてしまい、家族との約束も守ることができず、一人ロンドンで仕事をすることになった。
その頃、100エーカーの森ではプーが異変に気がついた。森の仲間たちが一人もいないのだ。プーは、「親友のクリストファー・ロビンなら何とかしてくれる」と考え、かつてクリストファーが使っていた魔法の扉をくぐると、ロンドンのとある公園に出ることができた。
休日出勤の帰り道、自宅前の公園のベンチに腰掛けると、そこにはプーの姿があった。数十年ぶりの再会に歓喜する二人だが、魔法の扉は消えてしまい、プーはロンドンに取り残されてしまった。プーをアパートに連れて帰るクリストファーだが、無邪気でドジなプーのおかげて家の中はめちゃめちゃになってしまい、仕事どころではなくなってしまう。
クリストファーは仕方がなく、翌朝プーをロンドンの駅から列車に乗って故郷の100エーカーの森へ送り届けることになる。

## 出演
※ 括弧内は日本語吹替
- クリストファー・ロビン - ユアン・マクレガー（堺雅人）
  - 子供時代のクリストファー・ロビン - オートン・オブライエン（吉成翔太郎）

かつてはイギリスの田舎に住む少年だった男性。現在は旅行カバン会社のウィンズロウ社で働く。
- イヴリン・ロビン - ヘイリー・アトウェル（園崎未恵[6]）

クリストファーの妻。クリストファーとはバスの中で出会った。家族との時間を大切にしたい良妻賢母。
- マデリーン・ロビン - ブロンテ・カーマイケル（遠藤璃菜）

クリストファーとイデリンの娘
- ジャイルズ・ウィンズロウ - マーク・ゲイティス（坂東尚樹）

会社グループの2代目支社長。

### 声の出演
- プー - ジム・カミングス（かぬか光明）
- ティガー - ジム・カミングス（玄田哲章）
- イーヨー - ブラッド・ギャレット（石塚勇）
- ピグレット - ニック・モハメッド（英語版）（小形満）

お好きなおやつはドングリ。
- オウル - トビー・ジョーンズ（上田敏也）
- ラビット - ピーター・カパルディ（龍田直樹）

ニンジンが好き。
- カンガ - ソフィー・オコネドー（片岡富枝）
- ルー - サラ・シーン（木村皐誠）
- ナレーター - 青森伸

その他声の出演：立川三貴、石住昭彦、宝亀克寿、長谷川敦央、入江純、丸山壮史、岡田恵、木下浩之、山崎美貴、石井瑠菜、玉野井直樹、後藤敦、後藤光祐、宮沢きよこ、志賀麻登佳、宮崎敦吉、山根舞、岩田龍門、稲垣拓哉、和優希、大泊貴揮、瀧村直樹、松浦裕美子、福沢良一、菅井美和

## 製作

### 構想
2015年4月2日、ウォルト・ディズニー・ピクチャーズは『くまのプーさん』のキャラクターたちを登場させた実写映画を製作すると発表した。『マレフィセント』や『アリス・イン・ワンダーランド』、『シンデレラ』同様、必ずしも原作に忠実な形で実写映画化されるわけではないとも発表された。2016年11月18日、正式なタイトルが『Christopher Robin』に決まり、マーク・フォースターが監督に起用されたと報じられた。2017年3月1日、トム・マッカーシーが脚本のリライト作業を行っているとの報道があった。

### キャスティング
2017年4月26日、ユアン・マクレガーが起用されたと報じられた。また、アリソン・シュローダーが脚本のリライト作業を行ってるとも報じられた。6月22日、ジェマ・アータートンが本作の出演交渉に臨んでいるとの報道があったが、交渉は不首尾に終わった。8月、ヘイリー・アトウェルとマーク・ゲイティス、ブラッド・ギャレット、ニック・モハメッドの出演が決まった。2018年1月、ピーター・カパルディ、クリス・オダウド、トビー・ジョーンズ、ソフィー・オコネドーがキャスト入りした。
日本語吹き替えでは、過去作で声を務めてたプー役の亀山助清とイーヨー役の石田太郎が死去したため、プー役をかぬか光明が、イーヨー役を石塚勇が担当することになった。なお、石塚は石田存命中のイーヨーの歌唱部分を担当しており、今回セリフ部分も含め引き継ぐこととなる。プー役はかぬかで吹き替え声優としては4代目となる。それ以外のキャストは全員既存作品の日本語吹き替えキャストと同じだが、オウル役の上田は公開後の2022年に死去したため、オウル役での出演が本作で最後となった。
本作の日本語版予告編では、『ムーラン・ルージュ』をはじめ、複数の作品でユアン・マクレガーの吹き替えを務めている宮本充がナレーションに起用された。
また、本作に限ってユアン・マクレガーを務めた堺雅人の吹き替えは非常に賛否の分かれるものとなった。

### 撮影・音楽
2017年8月上旬、本作の主要撮影がイギリスで始まった。
2018年2月9日、逝去したヨハン・ヨハンソンが本作で使用される楽曲を手掛ける予定だったと報じられた。3月6日、クラウス・バデルトがヨハンソンの代わりに起用されたとの報道があったが、後に降板することになり、ジェフ・ザネリとジョー・ブライオンが後任として起用された。

## マーケティング・興行収入
2018年3月5日、本作のティーザー・ポスターが公開された。6日、本作のティーザー・トレイラーがお披露目された。
本作は『バッド・スパイ』、『ダーケスト・マインド』、『Death of a Nation: Can We Save America a Second Time?』と同じ週に封切られ、公開初週末に3000万ドル前後を稼ぎ出すと予想されていたが、実際の数字はそれを下回るものとなった。2018年8月3日、本作は全米3602館で公開され、公開初週末に2458万ドルを稼ぎ出し、週末興行収入ランキング初登場2位となった。
中華人民共和国ではくまのプーさんが検閲されているため、この映画も公開されなかった。

## 評価
本作は批評家から好意的に評価されている。映画批評集積サイトのRotten Tomatoesには111件のレビューがあり、批評家支持率は67%、平均点は10点満点で6.2点となっている。サイト側による批評家の見解の要約は「『プーと大人になった僕』はA・A・ミルンの原作絵本やディズニーの原作アニメに匹敵する作品ではないかもしれない。しかし、子供時代のちょっとしたマジックを求めている観客にとって、同作は十分に魅力的な作品である。」となっている。また、Metacriticには35件のレビューがあり、加重平均値は59/100となっている。なお、本作のCinemaScoreはAとなっている。
アカデミー賞、視覚効果賞にノミネートされた。

## 日本での地上波テレビ放送
視聴率はいずれもビデオリサーチ調べ、関東地区・平均世帯・リアルタイム。
| 回数 | 放送日        | 放送時間      | 放送局     | 番組枠           | 吹替 | 視聴率 |
| ---- | ------------- | ------------- | ---------- | ---------------- | ---- | ------ |
| 1    | 2023年3月31日 | 21:30 - 23:39 | 日本テレビ | 金曜ロードショー | 吹替 | 5.3%   |